# Triaenobunus pescotti
Triaenobunus pescotti is een hooiwagen uit de familie Triaenonychidae.